# Liste der libyschen Botschafter in Deutschland
Die Liste der libyschen Botschafter in Deutschland zeigt die Botschafter Libyens in der Zeit von 1961 bis 2011.

## Botschaftssitz
Nach Aufnahme der diplomatischen Beziehungen 1961 befand sich die Botschaft am seinerzeitigen Regierungssitz Bonn (1949–1999). Im Dezember 2001 zog die als Volksbüro bezeichnete Institution von Bonn-Bad Godesberg, Beethovenallee 12a (siehe Libysche Botschaft (Bonn)), nach Berlin. Zurzeit (2019) ist die libysche Botschaft in der Podbielskiallee 42 untergebracht.

## Botschafter
In der Klammer hinter dem Namen sind alternative Schreibweisen genannt.
| Ernennung Akkreditierung | Name                                                          | Bemerkungen   | ernannt von        | akkreditiert bei der Regierung | Posten verlassen |
| ------------------------ | ------------------------------------------------------------- | ------------- | ------------------ | ------------------------------ | ---------------- |
| 1961                     | Negemeddin Farhat (Najamuddin Farhat)                         | [ 1 ]         | Idris (Libyen)     | Konrad Adenauer                | 1965             |
| 1967                     | Saddiq M. Muntasser (Sadek Montasser; Sadiq Muntasir)         | [ 2 ]         | Idris (Libyen)     | Kurt Georg Kiesinger           | 1969             |
| 1971                     | Jalial Daghely (Jahal Mohamed Daghely; Jalal Mohamed Daghely) | [ 3 ]         | Muammar al-Gaddafi | Willy Brandt                   | 1975             |
| 1976                     | Enbeia Wadi                                                   | Finanzattaché | Muammar al-Gaddafi | Helmut Schmidt                 | 1980             |
| 1979                     | Muhammad 'Aqil                                                | [ 5 ]         | Muammar al-Gaddafi | Helmut Schmidt                 | 1981             |
| 1983                     | Mahmud Abu Chreis                                             | [ 6 ]         | Muammar al-Gaddafi | Helmut Kohl                    |                  |
| 1985                     | Elmahdi M Imberesh                                            | [ 7 ]         | Muammar al-Gaddafi | Helmut Kohl                    |                  |
| 2005                     | Said Mohamed Abdulaati                                        |               | Muammar al-Gaddafi | Gerhard Schröder               | 2007             |
| 2009 19. Februar 2020    | Jamal Ali Omar El-Baraq (Jamal al-Barag; Jamal El-Barag)      | [ 8 ] [ 9 ]   | Muammar al-Gaddafi | Angela Merkel                  |                  |